# Бьентина
Бье́нтина (итал. Bientina) — коммуна в Италии, расположена в области Тоскана, в провинции Пиза.
Население коммуны, на 01.01.2024 года, составляет 8596 человек, плотность населения ─ 291,49 чел./км². Коммуна занимает площадь 29,49 км². Почтовый индекс — 56031. Телефонный код — 0587.
Покровителем коммуны почитается святой мученик Валентин, день памяти ─ 5 июня и в Духов день.

## Демография
Динамика населения:

## Администрация коммуны
- Официальный сайт: http://www.comune.bientina.pi.it/